# Dara ostroma
Dara ostroma a szíriai polgárháború első nagyobb katonai hadművelete volt 2011. április 25. – május 5. között. A hadművelet kezdetén szíriai katonák – harckocsik támogatásával – megszállták a kormányellenes tüntetések központjának számító dél-szíriai Dara várost. A városban összecsapásokra került sor a hadsereg és az ellenzéki tüntetők illetve ellenzéki fegyveresek között, melyek 50 – 220 ellenzéki, 25 katona, illetve 81 dezertált katona halálát okozták. A harcok végül a hadsereg győzelmével értek véget, melynek eredményeként május 5-re a hadvezetőség kivonta a városból a csapatok nagy részét és Banijasz szunnita negyedeibe küldte azokat, az ottani demonstrációk elfojtása végett.

## Előzmények
2011. március 6-án a dél-szíriai Darában a szíriai hatóságok letartóztattak 15 helyi gyereket, akik Bassár el-Aszad szíriai elnök bukását követelő graffitikkel írták össze a falakat. A gyerekek szabadon bocsátásának eléréséért demonstrációk kezdődtek a városban, melyen a rendfenntartók tisztázatlan okok miatt a tömegbe lőttek, megölve négy embert. Az események hatására az addig jobbára békés tüntetések zavargásokba torkolltak, március végére már 44 darai civil vesztette életét a rendfenntartókkal való összecsapásokban. Március 15-re a tüntetések már átterjedtek az ország több más városára is, többek között Damaszkuszra, Homszra és Banijaszra. Az ellenzéki mozgalmak erősödése a kormányerők egyre agresszívebb fellépését idézte elő, március 26-ára a kormány már katonai egységeket is vezényelt Latakiába és felkészült szükség esetén a katonai alakulatok bevetésére máshol is.

## A hadművelet
Április 25-én katonák és harckocsik (a 4. páncélos hadosztály Maher el-Aszad parancsnoksága alatt) hatoltak be Darába. A hadművelettel párhuzamosan a várost lekapcsolták a távközlési hálózatról és korlátozták a víz- illetve energia szolgáltatást, illetve lezárták a közeli határátkelőt Jordánia irányába.
A városban heves összecsapásokra került sor, melynek során a katonák nehéz géppuskákat is bevetettek, sőt egyes források szerint a város egyes részeit tüzérséggel is lőtték. A hatóságok kijárási tilalmat rendeltek el a városban, melynek betartását az épületek tetején elhelyezett mesterlövészek "felügyelték". Azokat a férfiakat akik kiléptek az utcára, figyelmeztetés nélkül agyonlőtték, csak a nők számára engedélyezték a kijárást a helyi pékségig. Több esetben előfordult viszont, hogy ismeretlen fegyveresek katonai ellenőrzőpontokra támadtak, ezek eredményeként – a kormány állítása szerint – 25 katona esett el, 177 pedig megsebesült. Az Al-Dzsazíra értesülései szerint a hadművelet alatt több katona megtagadta a feletteseitől kapott tűzparancsot, ezért kivégezték őket.
Április 30-án a hadsereg megrohamozta és elfoglalta az ellenzék központjának számító al-Omari mecsetet. Egy helyi lakos szerint a hadműveletben három helikoptert is bevetettek, mely ejtőernyős katonákat szállított a harcok helyszínére. A tüntetők vezetője, Ahmed asz-Szajaszin imám sikeresen elmenekült, de a katonák az imám fiával és hat további emberrel végeztek.

## Következmények
Május elejére a hadsereg jórészt elfojtotta az ellenzéki mozgalmakat, így megkezdték a katonák kivonását a városból. Május 5-én a hadműveletet hivatalosan lezártnak nyilvánították, de néhány harckocsit a városban hagytak, a "béke fenntartása" végett. Ugyanakkor viszont a Darából kivont csapatok május 7-én már Banijasz szunniták által lakott negyedeit támadták.
Az ellenzéki városok elleni hadműveletek a várttal ellenkező hatást értek el. 2011 végén dezertált katonákból megalakult az első ellenzéki fegyveres szervezet, a Szabad Szíriai Hadsereg, mely gerilla taktikával vette fel a harcot a reguláris hadsereggel szemben, ez pedig rövidesen a konfliktus eszkalálódásához és a polgárháború kirobbanásához vezetett. A polgárháború harcai rendszeresen sújtották Dara kormányzóság területét, az SZSZH huzamosabb időre megszállta Dara néhány negyedét is, de sikertelenül próbálta meg a teljes város elfoglalását.

## Nemzetközi reakciók
Barack Obama amerikai elnök elítélte a szíriai hadsereg erőszakos fellépését, sőt szankciókat kezdeményezett a szíriai politikai elit több magas rangú tisztviselője ellen. Nagy-Britannia és Franciaország az ENSZ BT-től kérték a szíriai kormány elleni fellépést, de erre Oroszország és Kína vétója miatt nem került sor.